# Universidad Sogang
Universidad Sogang es una de las universidades líderes en investigación y de artes liberales de Mapo-gu, Seúl, Corea del Sur. Se ocupó el primer lugar en Corea entre las universidades de cuatro años sin escuelas de medicina en la Universidad de Clasificación de Evaluación del JoongAng Ilbo en 2008 y segundo en Corea en términos de reputación de la capacidad de los graduados en el Ranking de la Universidad de Evaluación de Chosun Ilbo en 2009.
Esta universidad es católica y dirigida por la Compañía de Jesús. 

## Alumnos Notables
Park Geun-hye (박근혜 / 朴槿惠 / Bak Geunhye) - Presidente de la República de Corea.